# Canoptila bifida
Canoptila bifida är en nattsländeart som beskrevs av Martin E. Mosely 1939. Canoptila bifida ingår i släktet Canoptila och familjen stenhusnattsländor. Inga underarter finns listade i Catalogue of Life.